# Оскар Гарсія Перес
Оскар Мануель Гарсія Перес (ісп. Oscar Manuel García Perez, нар. 23 грудня 1966, Гавана, Куба) — кубинський фехтувальник на рапірах, срібний (1992 рік) та бронзовий (1996 рік) призер Олімпійських ігор, дворазовий чемпіон світу.

## Виступи на Олімпіадах
| Олімпіада      | Дисципліна           | Місце |
| -------------- | -------------------- | ----- |
| Барселона 1992 | індивідуальна рапіра | 21    |
| Барселона 1992 | командна рапіра      | 2     |
| Атланта 1996   | індивідуальна рапіра | 20    |
| Атланта 1996   | командна рапіра      | 3     |
| Сідней 2000    | індивідуальна рапіра | 17    |
| Сідней 2000    | командна рапіра      | 7     |